# Fritzlar
Fritzlar – miasto w Niemczech, w kraju związkowym Hesja, w rejencji Kassel, w powiecie Schwalm-Eder.

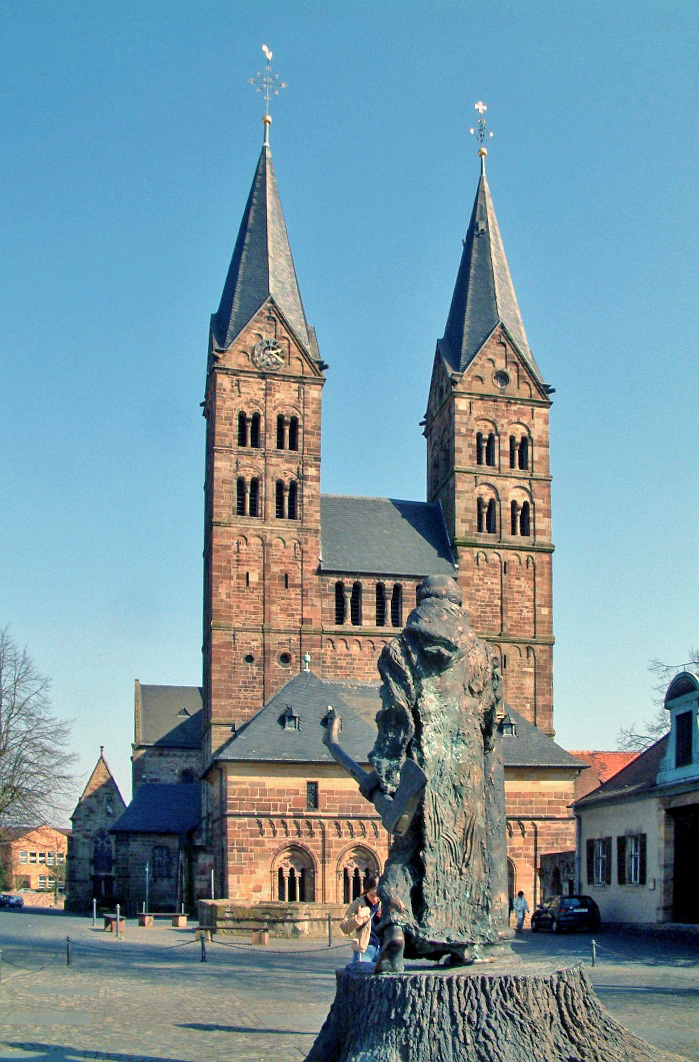
Katedra św. Piotra (St. Peter) we Fritzlar

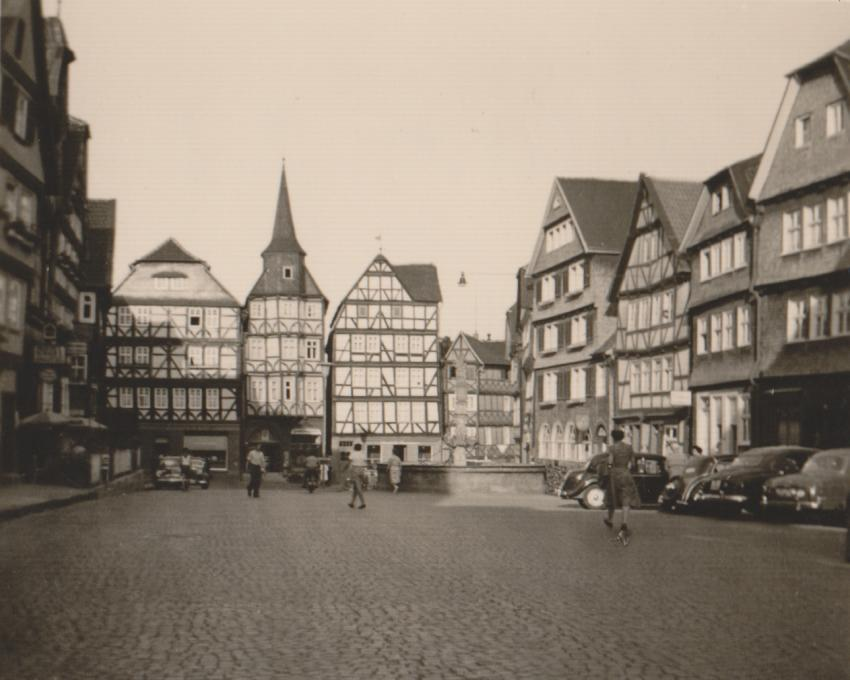
Fritzlar (1954)